# عبد الرحمن معظم شاه
السلطان عبد الرحمن الأول معظم شاه بن السلطان محمود شاه واسمه الأصلي تنكو جمعة عبد الرحمن هو السلطان السادس عشر من سلاطين جوهر وفهغ ورياو ولينقا وتوابعهما، حكم من 1811 إلى 1819. وأول سلطان لسلطنة رياو-لينقا وتبعياتها الخاصة من 1811 حتى 1832 بعد انقسام سلطنة جوهر والتدخل الهولندي.

## نشأته
ولد في هولو رياو في تانجونغ عام 1780، وهو نجل سلطان جوهر الخامس عشر محمود شاه الثالث من زوجته الثالثة مريم بينتي داتو حسن التي توفيت في لينقا سنة 1831 وهي ابنة أحد نبلاء البوقس في جنوب سولاوسي.

## فترة حكمه

### سلطان جوهر
توفي السلطان محمود شاه الثالث في عام 1812 بعد حكمه لأكثر من خمسين عامًا. ولم يذكر وريثًا رسميًا. وترك وراءه ولدين من امرأتين مختلفتين. كان الابن الأكبر حسين شاه، وأخيه غير الشقيق الأصغر عبد الرحمن. لكن كان حسين شاه بعيدًا في فهغ عندما توفي والده. قام فصيل من البوقس بقيادة راجا جعفر بدعم عبد الرحمن كسلطان ونظَّم على عجل حفل تتويج قبل عودة حسين شاه. وأصبح راجا جعفر مقابل دعمه لعبد الرحمن وزير السلطنة.
واعتلى عرش سلطنة جوهر - رياو لينغا بعد صراع مع أخيه الأكبر لأم أخرى حسين معظم شاه (الابن الأكبر لمحمود شاه الثالث). حيث استعان عبد الرحمن معظم شاه بدعم قوي من الهولنديين. كان السلطان عبد الرحمن متدينًا متفرغًا للعبادة، وفوَّض جميع المهام الإدارية لراجا جعفر في الوقت الذي اقترب فيه الجنرال وليام فركوهار من السلطان لتأمين تحالف مع البريطانيين في محاولة للحد من النفوذ الهولندي في المنطقة.

### سلطان لينقا
في عام 1818 وبدعم قوي من حاكم رياو راجا جعفر، تم تنصيبه كسلطان رياو أيضًا. وأصبحت رياو-لينقا مركز تنمية وبث الإسلام.
في عام 1819 وقع أخوه حسين معظم شاه معاهدتين مع بريطانيا، من خلالها اعترفت بريطانيا به كسلطان جوهر وسنغافورة. لكن هذا الاعتراف لم يحظ بدعم شعبي أو فعلي على أرض الواقع، لكنه كان بذرة انقسام السلطنة. وفي عام 1823م أنشأ السلطان عبد الرحمن الجامع الكبير في جزيرة بينينجات في أرخبيل رياو الذي لا يزال موجودًا حتى يومنا هذا.